# Мелиоратор (посёлок)
Мелиоратор — посёлок в Черноземельском районе Калмыкии, в составе Ачинеровского сельского муниципального образования.

## География
Посёлок расположен на правом берегу Черноземельского магистрального канала, в 28 км к северу от села Ачинеры.

## История
Дата основания не установлена. Название посёлка позволяет предположить, что он возник в 1960-е годы во время строительства Черноземельской оросительно-обводнительной системы. На карте 1985 года обозначен как посёлок геологов. На карте СССР 1989 года указан как посёлок Мелиоратор с населением около 40 человек.

## Население
| 2002 | 2010 |
| ---- | ---- |
| 83   | ↘80  |

Национальный состав
Согласно результатам переписи 2002 года большинство населения посёлка составляли чеченцы (40 %) и аварцы (29 %)